# アプリリア・RS125R
アプリリア・RS125R (Aprilia RS 125 R) は、アプリリアがロードレース世界選手権（MotoGP）125ccクラスに参戦するために製造したロードレーサー。アプリリア・AF1の後継として製造された。1991年にデビューし、その後多くのアップグレードが施された。
RS125R（後継のRSA125を含む）は13回の世界タイトルを獲得している（うちデルビ・ブランドで2回、ジレラ・ブランドで1回）。特に2006年 - 2011年にかけては125ccクラス6連覇を達成した。

## 概要
1991年型の燃料タンクは12リッターの容量であったが、1994年に13リッター、1995年には14リッターに改良された。オリジナルのキャブレターは Dell'Orto VHSB 39 であったが、1996年に Dell'Orto VHSD 41 、2006年には Dell'Orto VHSG 42 にアップグレードされた。
1996年以降、フロントブレーキは直径300mmのカーボン製シングルディスクとなったが、その後275mmに縮小され、2000年からはダブルディスクに戻された。
2007年以降、新型のRSA125が開発され、一部のライダーに供給された。RSAは旧型に比べ多くの改良点があり、その中にはインテークシステム及びエンジンの改良が含まれる。2011年一杯でMotoGPの125ccクラスが終了しMoto3クラスへ移行したため、MotoGPからは姿を消したが、旧型はいくつかのアップグレードが施され、RS 125 LEとして現在も使用されている。
RSA（およびRS125の「進化」版）は「アプリリア」ブランドだけで無く、同じピアッジオグループの「ジレラ」「デルビ」ブランドでもグランプリに投入された。

## 本マシンで世界チャンピオンを獲得したライダー
- アレッサンドロ・グラミーニ（1992年）
- 坂田和人（1994年、1998年）
- バレンティーノ・ロッシ（1997年）
- ロベルト・ロカテリ（2000年）
- マヌエル・ポジャーリ（2001年）※ジレラブランド
- アルノー・ヴァンサン（2002年）
- アルバロ・バウティスタ（2006年）
- ガボール・タルマクシ（2007年）
- マイク・ディ・メッリオ（2008年）※デルビブランド
- フリアン・シモン（2009年）
- マルク・マルケス（2010年）※デルビブランド
- ニコラス・テロル（2011年）